# Carlos Ruiz Zafón
Carlos Ruiz Zafón, född 25 september 1964 i Barcelona, död 19 juni 2020 i Los Angeles, var en spansk författare.

## Biografi
Carlos Ruiz Zafón hade en sydspansk far och en katalansk mor och växte upp i Barcelona. Han skrev trots uppväxtort på spanska och inte katalanska. Han började arbeta som reklamare och frilansade åt olika reklambyråer. Under ett par år arbetade han även som art director på en ansedd reklambyrå. Han tröttnade på reklamvärldens kommersiella synsätt och ägnade sig sedan enbart åt sina intressen att göra musik och att skriva. 1993 flyttade han till Los Angeles i USA, där han arbetade som manusförfattare i Hollywood. Han bosatte sig åter i Barcelona 2004. 
1993 debuterade han som författare med ungdomsromanen, El príncipe de la niebla, som blev mycket framgångsrik och mottog ett barnlitterärt pris. Efter detta utkom han med ytterligare några ungdomsböcker, men ingen blev lika framgångsrik som den första.
Under den tid då han var bosatt i USA började han även skriva på sin första vuxenroman, Vindens skugga, som gavs ut i Spanien 2001. Vindens skugga blev en stor succé och är såld i 19 länder. Boken utgör första av fyra romaner i serien om De bortglömda böckernas gravkammare. Böckerna i serien är fristående och utspelar sig inte i kronologisk ordning. 2016 gav Zafón ut den sista boken i serien, Andarnas labyrint.

### Ungdomsböcker
- 1993 - El príncipe de la niebla (ej utgiven på svenska, engelsk titel: The Prince of Mist)
- 1994 - El palacio de la medianoche (ej utgiven på svenska, engelsk titel: The Midnight Palace)
- 1995 - Las luces de septiembre (ej utgiven på svenska, engelsk titel: The Watcher in the Shadows)[2]
- 1999 - Marina (översättning Yvonne Blank, Bonnier, 2013)

### Romaner
De bortglömda böckernas gravkammare-serien
- 2001 - Vindens skugga (översättning Yvonne Blank, Norstedt, 2005)  (La sombra del viento)
- 2008 - Ängelns lek (översättning Yvonne Blank, Bonnier, 2009) (El juego del ángel)
- 2011 - Himlens fånge (översättning Elisabeth Helms, Bonnier, 2012) (El prisionero del cielo)
- 2016 - Andarnas labyrint (översättning Yvonne Blank och Elisabeth Helms, Bonnier, 2018) (El laberinto de los espíritus)